# Rote Fabrik

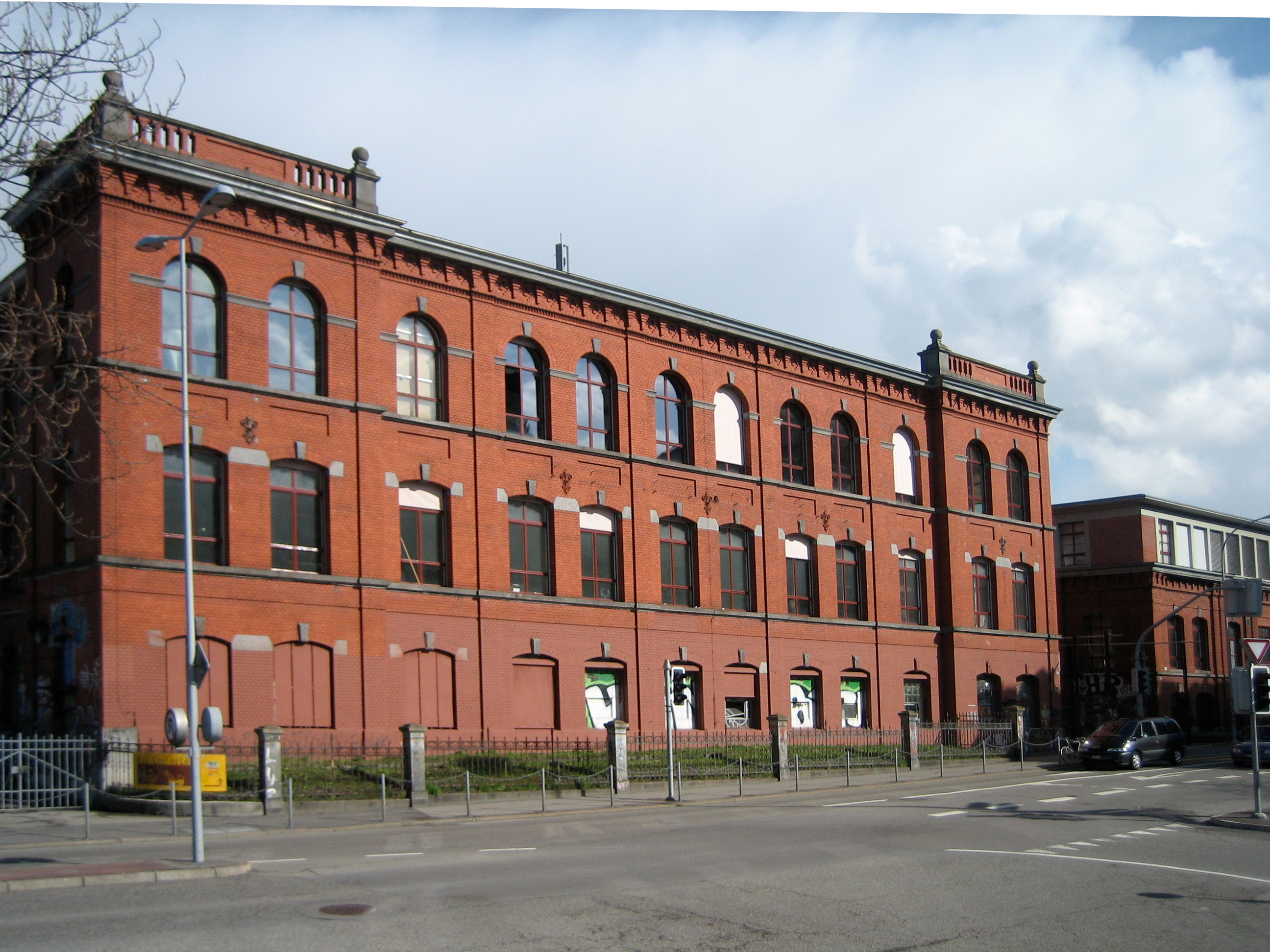
Das 1896 gebaute Bürogebäude der Roten Fabrik

Die Rote Fabrik ist ein ehemaliges Fabrikareal in Zürich-Wollishofen, das heute als Kulturzentrum genutzt wird. Sie wird so genannt, weil die Gebäude aus roten Backsteinen bestehen; mitunter aber auch, weil Linksparteien sich für ihre Umnutzung einsetzten.

## Geschichte

### Gewerbliche Nutzung

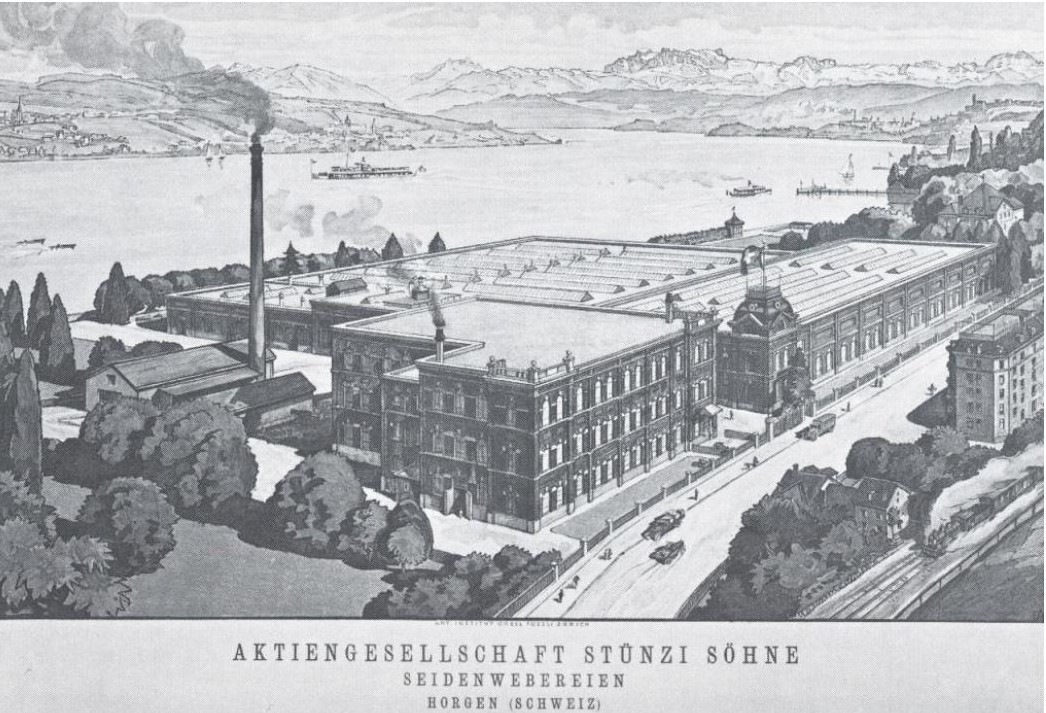
Stünzi Seidenweberei, Wollishofen, 1890

Luftbild aus 400 m von Walter Mittelholzer, 1919

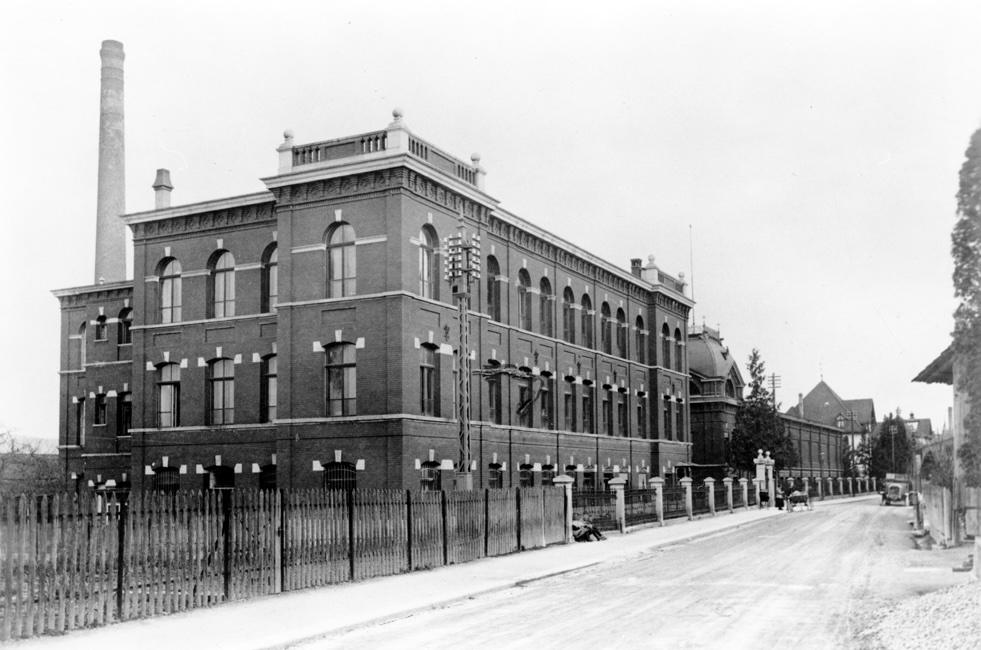
Seidenweberei Stünzi,
um 1930

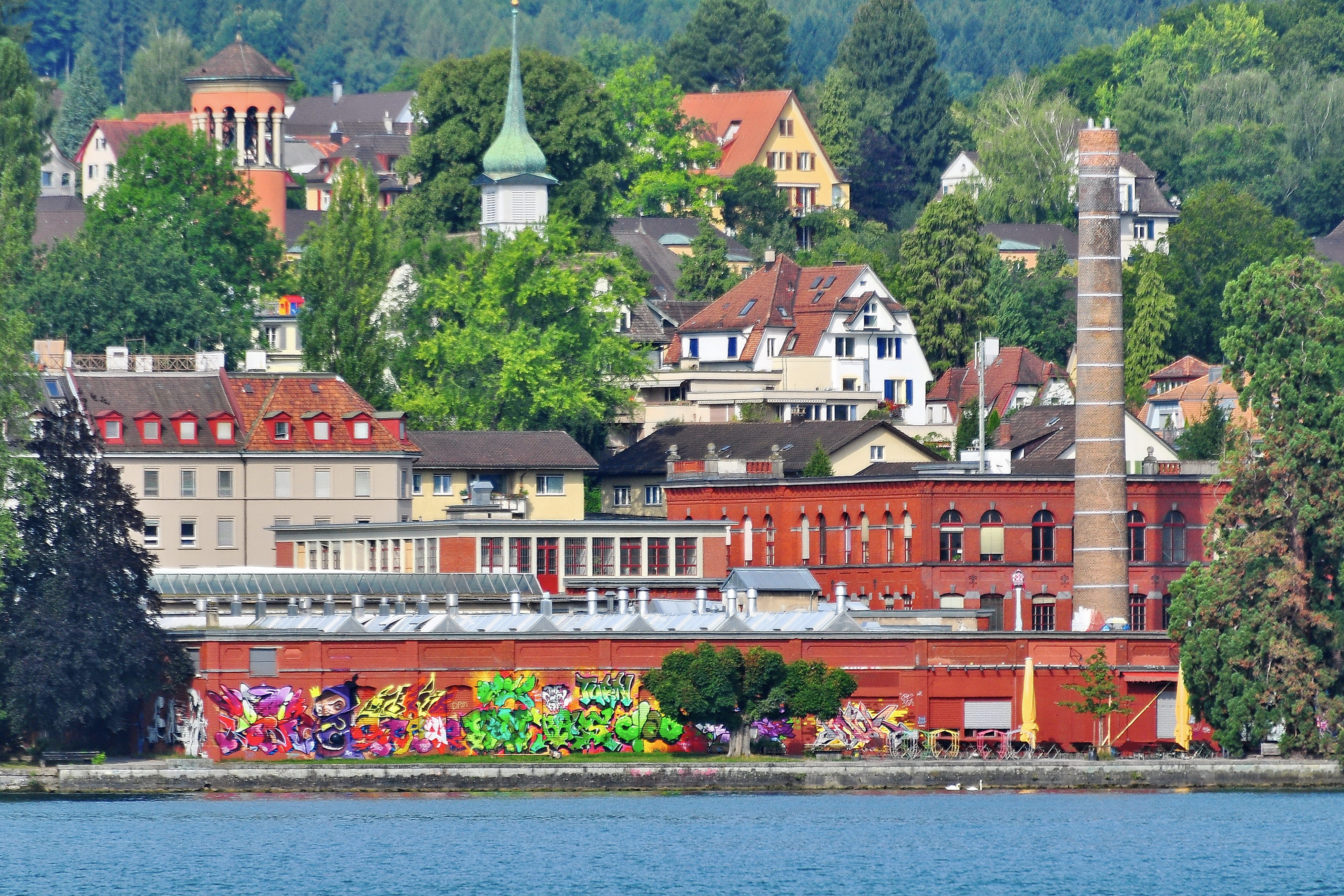
Rote Fabrik, Ansicht vom Zürichsee

Die Rote Fabrik wurde 1892 nach Plänen des Architekten Carl Arnold Séquin für die Seidenfirma Henneberg erbaut und 1896 durch ein grosses Bürogebäude (s. Bild) ergänzt. Für den Bau der Shedhalle musste der Seegrund aufgeschüttet werden. 1899 übernahm die Seidenwebereien Stünzi Söhne aus Horgen beide Gebäude. Nachdem die 1935 gegründete ITT-Tochter Standard Telephon und Radio AG (STR) ab 1936 stückweise immer mehr Fläche gemietet hatte, erwarb sie 1940 alle Gebäude. Sie ergänzte 1952 das Fabrikgebäude an der Stelle einer vorher vorhandenen Eckkuppel mit einem eingeschossigen Aufbau (ganz rechts im oberen Bild). Ein Luftbild aus dem Jahre 1919 zeigt noch den alten Zustand des Fabrikgebäudes mit der Eckkuppel.
Ab etwa 1963 kursierten zahlreiche Pläne für den Bau von Tunnels im Gebiet von Zürich. Einer davon, der sogenannte «Grosse Seetunnel», sollte vom Seeufer in Wollishofen nach Tiefenbrunnen geführt werden. Die STR-Geschäftsleitung befürchtete, dass ihr Firmengelände Seestrasse 365 für die Ein- und Ausfahrt in Wollishofen interessant werden könnte, weil es die einzige zusammenhängende grosse Landfläche in diesem Bereich bot. Man würde eventuell gezwungen, sie abzutreten, zumal die Stadt ein Vorkaufsrecht hatte. Weil die STR sich moralisch verpflichtet fühlte, in Zürich zu bleiben, wurde dort ein Ersatzgelände für den Bau eines neuen Bürogebäudes gesucht. Es fand sich in Wiedikon und so kam es 1972 zu einem Landabtausch mit der Stadt. Die STR AG verlegte 1974 ihren Hauptsitz in das neue Bürogebäude in der Friesenbergstrasse 75 und 1976 zog der Rest der Mitarbeiter aus dem Bürogebäude der Roten Fabrik dorthin.
Um 2014 plante die Stadt Zürich angeblich einen Umbau des Fabrikgebäudes von 1892. Der 1952 von der STR AG vorgenommene Umbau sollte irgendwie rückgängig gemacht werden.

### Volksinitiative und «IG Rote Fabrik»
Die Sozialdemokratische Partei der Schweiz (SP) lancierte im September 1973 eine Volksinitiative für den Erhalt der Roten Fabrik und die Umwandlung in ein Kulturzentrum. Obwohl die Stadtzürcher Bevölkerung 1977 die SP-Initiative deutlich annahm, verschwand das Anliegen vorerst in den Akten. Nur vereinzelt konnten Ende der 70er Jahre Kultur-Veranstaltungen in der Roten Fabrik durchgeführt werden.
Da sich die Stadt Zürich nicht an den Auftrag bezüglich der kulturellen Nutzung hielt, wurde 1980 die Interessengemeinschaft Rote Fabrik (IGRF) gegründet. In der Folge veranstalteten Jugendliche im Frühjahr 1980 in der Aktionshalle Rock-Konzerte – ohne behördliche Bewilligung. Die Angst einer Besetzung machte in der Folge die Runde und die Ankündigung eines weiteren unbewilligten Fests unter dem Slogan «Leben in die tote Fabrik» sorgte bei der Stadt für Verunsicherung. Drei Tage vor dem Fest beschloss der Stadtrat den Anlass «zwar zu tolerieren, nicht aber zu akzeptieren». Gegen 2000 Personen besuchten das Happening am 17./18. Mai 1980 und beteiligten sich rege an einer offenen Diskussion. Kritisiert wurde das fehlende Engagement der Behörden zur Umsetzung der Abstimmung von 1977 und der Mangel an Räumen.
Als am 30. Mai 1980 mit einem Volksfest für einen Kredit in der Höhe von 61 Millionen Franken für das Opernhaus geworben wurde, kam es zu den «Opernhauskrawallen», gewalttätigen Auseinandersetzungen zwischen den Demonstrierenden und der Polizei. Die Jugendbewegung forderte von der Stadt Räume für alternative Jugendkultur, so sollte das Kulturzentrum Rote Fabrik in Wollishofen oder ein anderes Gebäude für ein Autonomes Jugendzentrum von der Stadt zur Verfügung gestellt werden.

### Kulturzentrum Rote Fabrik
Am 25. Oktober 1980 wurde (vorerst provisorisch) das Kulturzentrum Rote Fabrik eröffnet. Musik und Theater bildeten das Schwergewicht der Aktivitäten, und allbekannt war das organisierte selbständige Veloflicken (autonome Fahrradreparatur). Manche freie Theatergruppen, die in der Szene zunehmenden Einfluss gewannen, gaben in der Roten Fabrik ihr Debüt. Auch das «Taktlos Festival» wird dort veranstaltet.
1981 wurde die Rote Fabrik unter Denkmalschutz gestellt und 1985 das Restaurant Ziegel oh Lac (als Anspielung auf das Hotel Baur au Lac) eröffnet. 1987 wurde der Verein Shedhalle gegründet, der seither auf dem Gelände der Roten Fabrik die gleichnamige Institution für zeitgenössische und kritische Kunst führt. In einer Volksabstimmung wurde 1987 darüber entschieden, dass die Rote Fabrik als alternatives Kulturzentrum genutzt und auch subventioniert werden sollte. Seit dieser hat die «F+F Schule für Kunst und Design» ihr Malatelier in der Roten Fabrik.
Anfangs der 1990er Jahre wurde das Areal saniert. 2002 wurden die Subventionen auf 2,3 Mio. Franken angepasst, womit jährlich mehr als 300 Veranstaltungen durchgeführt wurden. 2010 wurde das 30-jährige Bestehen gefeiert und mit der Veranstaltungsreihe 30 Jahre sind genug selbstkritisch hinterfragt. Die Rote Fabrik wird weiterhin durch eine IG als Kollektiv geführt.
2004 kam es zu einer Besetzung durch Bauwägen am Ufergelände südlich der Roten Fabrik, dem so genannten Zirkusplatz.
Seit 2008 befindet sich auf dem Areal auch eine Filiale des Institut für Medienkulturen der Welt, Dock18.
Im Juni 2012 brach in der Roten Fabrik ein Brand aus. Nach einigen Stunden brachte die Feuerwehr den Schwelbrand unter Kontrolle. Es wurden keine Personen verletzt, jedoch wurde eine grosse Menge an künstlerischer Arbeit zerstört.